# Marie-Luise Woldering
Marie-Luise Woldering (* 18. November 1934 in Hamminkeln) ist eine deutsche Politikerin der CDU.

## Ausbildung und Beruf
Nach der Volksschule und Beendigung des Gymnasiums erhielt Marie-Luise Woldering 1955 ihr Abitur. Danach belegte sie ein Studium der Rechtswissenschaften, das sie mit der zweiten juristischen Staatsprüfung beendete. Seit 1968 arbeitete sie als Rechtsanwältin und ab 1971 auch als Notarin.

## Politik
Marie-Luise Woldering ist seit 1967 Mitglied der CDU. Sie fungierte als kooptiertes Mitglied des Vorstandes der Mittelstandsvereinigung der CDU/CSU, Landesverband Nordrhein-Westfalen und Bezirk Münsterland der CDU. 1987 wurde sie Kreisvorsitzende der Mittelstandsvereinigung Kreis Borken. Wolderings weitere Mitgliedschaften: Mitglied des Vorstandes der Frauenunion der CDU/CSU Deutschlands, Landesverband NRW sowie kooptiertes Mitglied des Vorstands der Frauenunion der CDU/CSU Deutschlands, Bezirk Münsterland und Kreisverband Borken der CDU. Von 1969 bis 1984 war sie Mitglied des Rates der Stadt Bocholt und dort von 1982 bis 1984 Vorsitzende des Schulausschusses der Stadt Bocholt. Mitglied des Fraktionsvorstandes der CDU Bocholt war Woldering von 1969 bis 1984. Außerdem war sie Mitglied des Vorstandes des Bezirksarbeitskreises christlich-demokratischer Juristen, Bezirk Münsterland der CDU.
Marie-Luise Woldering war vom 30. Mai 1985 bis zum 31. Mai 1995 Mitglied des 10. und 11. Landtags von Nordrhein-Westfalen, in den sie über die Landesliste einzog.